# Phorocera crassipalpis
Phorocera crassipalpis là một loài ruồi trong họ Tachinidae.